# Monestir de Santo André de Rendufe
El Monestir de Santo André de Rendufe es troba a la freguesia de Rendufe, municipi d'Amares, districte de Braga, a Portugal.

## Història
Tot i que es desconega la data precisa d'edificació d'aquest antic monestir de l'Orde de Sant Benet, se sap que al 1090 l'abat del monestir s'anomenava Sesnado (o Senaudo) i que la primitiva església ja existia el 1151. Considerat una de les principals cases dels monjos benedictins del país, en fou el fundador Egas Gomes Pais de Penegate, membre de la noblesa i terratinent de Regalados, Penela, Bouro i Rendufe, de 1071 a 1112, entre els rius Neiva i Cávado.De 1401 a 1414, l'abat en fou Mestre André Dias, mestre en teologia, canonista, professor universitari i després bisbe de Ciudad Rodrigo, d'Ajaccio i de Mègara a Grècia. Al llarg dels segles el monestir va ser ampliat, però les principals obres daten del segle xviii, com la construcció de la nova església (1716-1719) i les dependències conventuals. Hi hagué, en aquesta època, al monestir de Rendufe, un prestigiós Col·legi de Filosofia que formà, entre d'altres, el cardenal Saraiva.
Amb l'extinció dels ordes religiosos masculins (1834) l'església va passar a parroquial. La tanca i altres instal·lacions es vengueren i es perderen al 1877, en un incendi que va consumir gran part de l'antic monestir.
Està classificat com a Immoble d'Interés Públic des del 1943.
El 30 d'abril de 1960 s'ensarronà la volta i la teulada de l'església, cosa que provocà grans danys en la decoració interior.
Recentment ha estat restaurat per l'IPPAR, en el sentit de preservar les ruïnes del claustre i d'una font de l'antic convent. No va ser possible una intervenció global de conjunt, perquè els edificis estan en possessió de diferents propietaris.

## Característiques
L'església actual presenta una façana simètrica, amb dos campanars. A l'interior destaca un conjunt de talla daurada d'estil rococó, considerat un dels més importants del nord del país.

## Documentació
Els documents del monestir els va inventariar, al 1966, José Matoso.
El 1985 publicà l'Arxiu Districtal de Braga aquesta documentació, en l'Inventari del Fons Monàstic Conventual.

## Galeria d'imatges

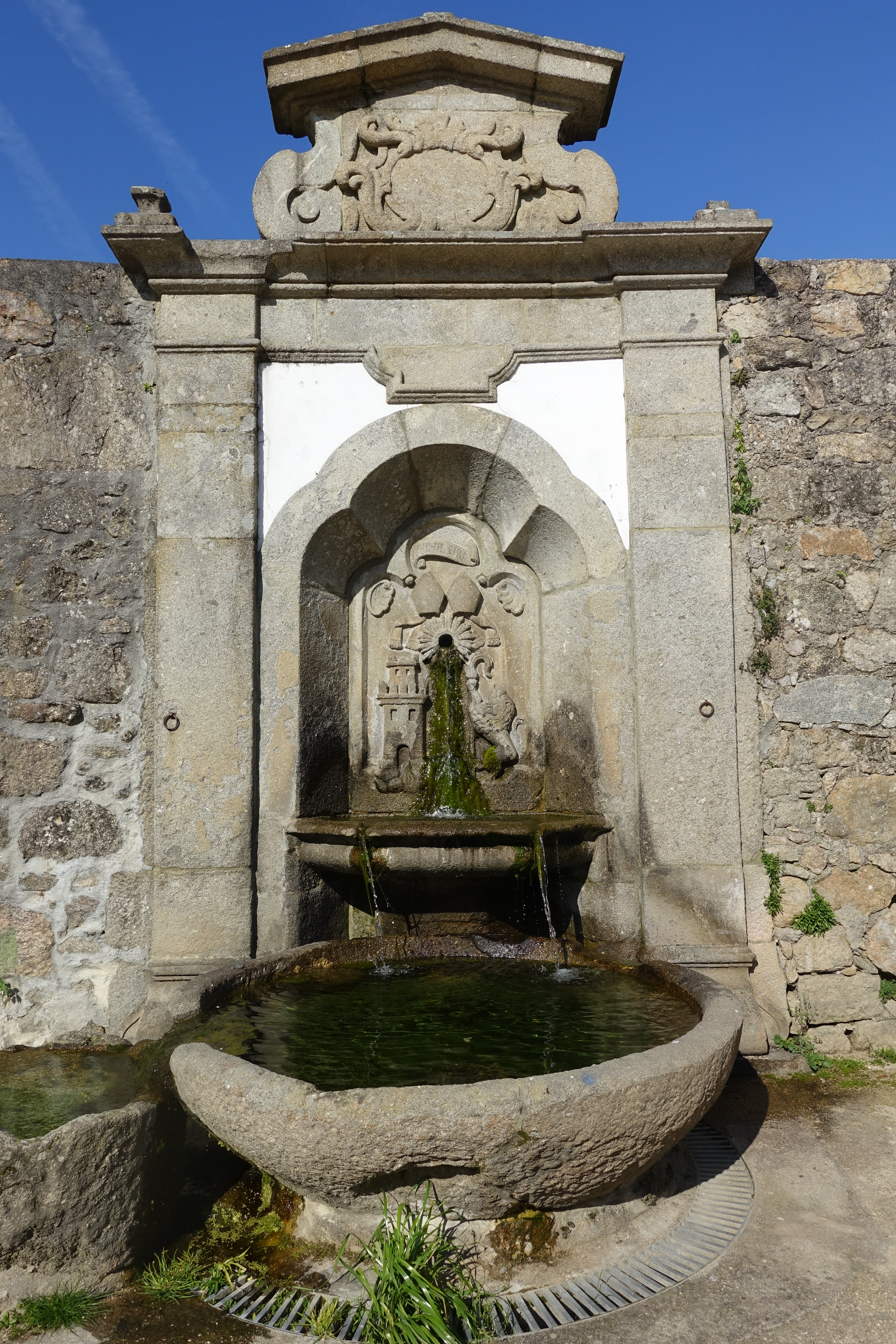
Font
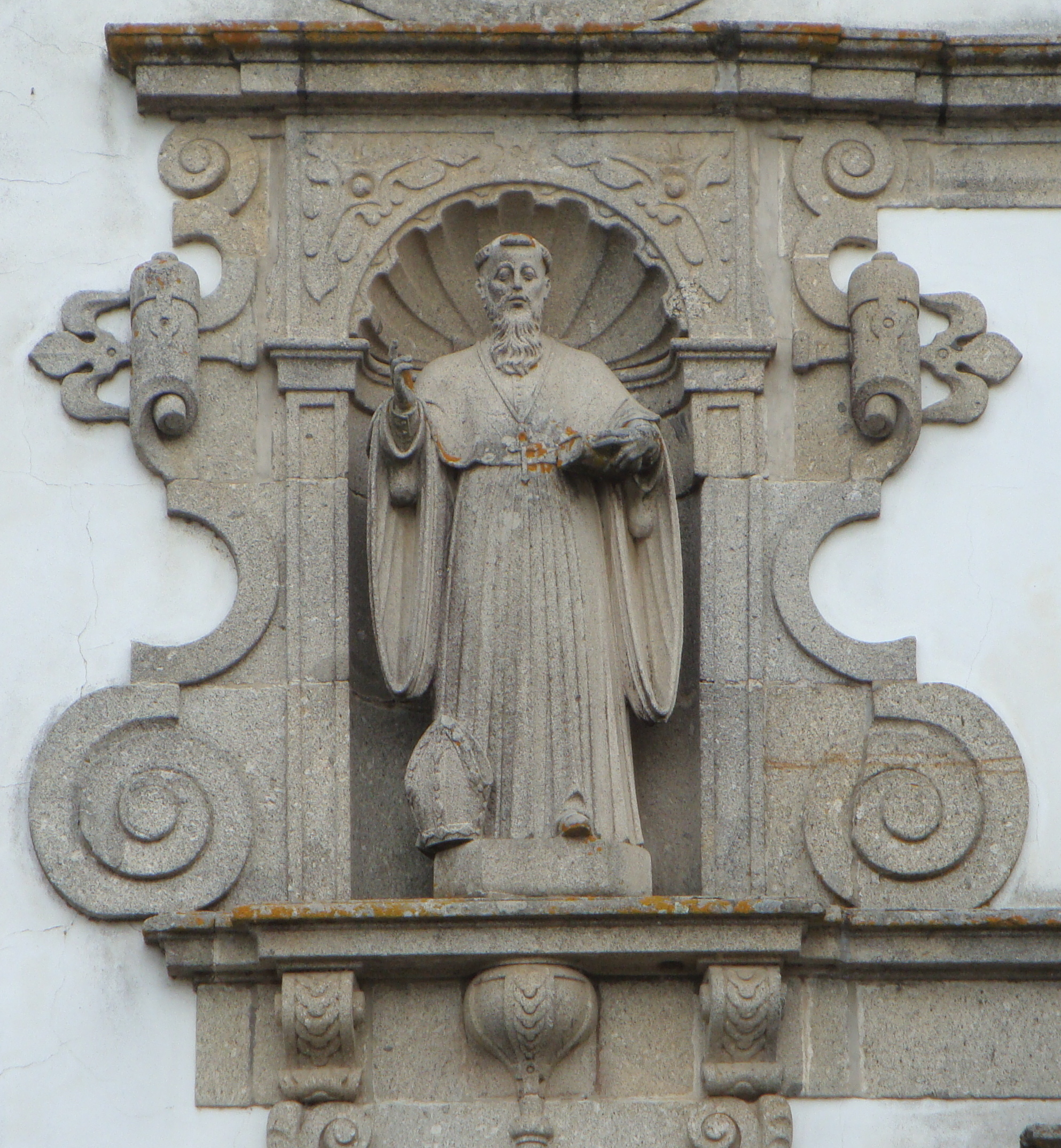
Imatge de la porta principal
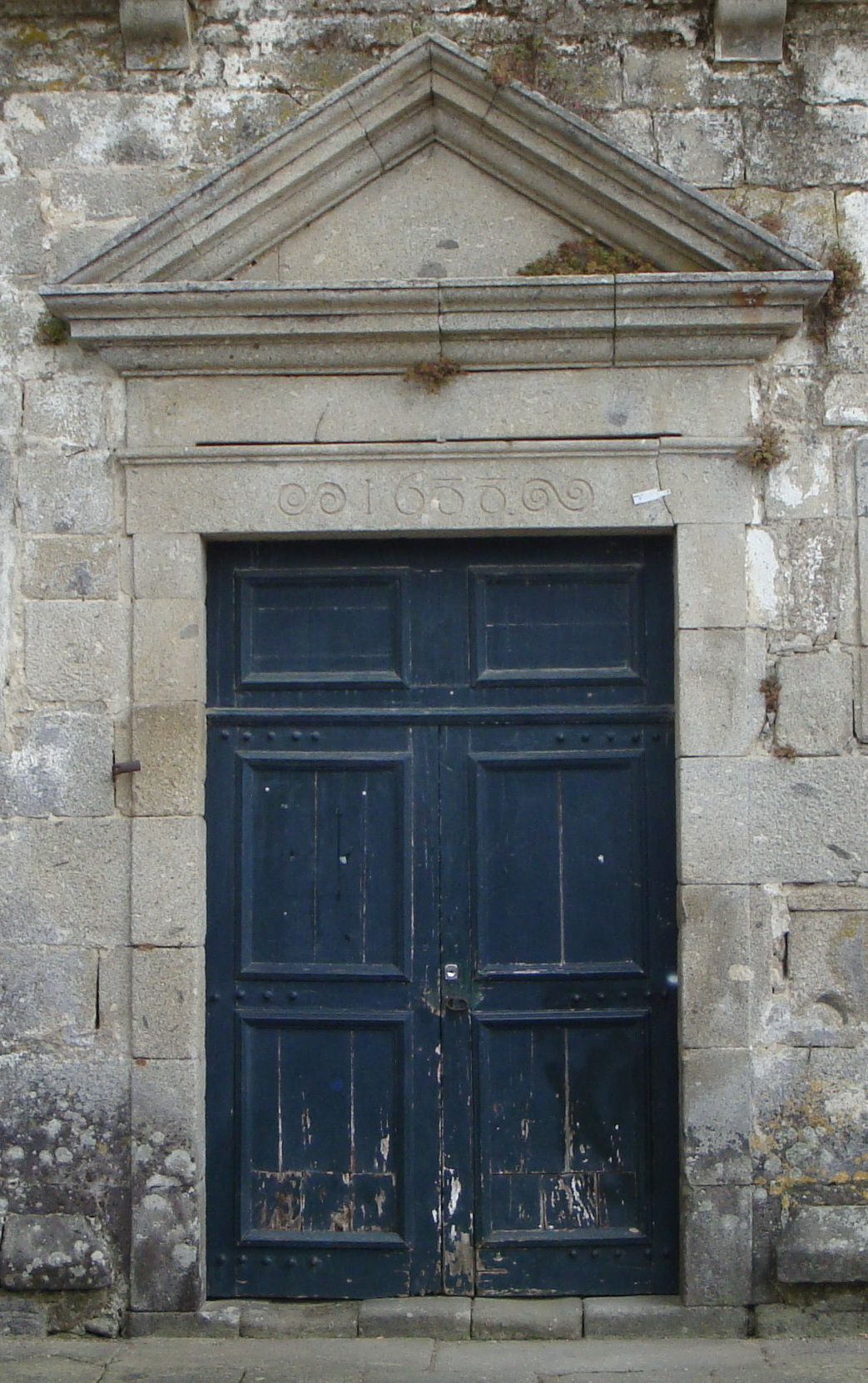
Porta lateral
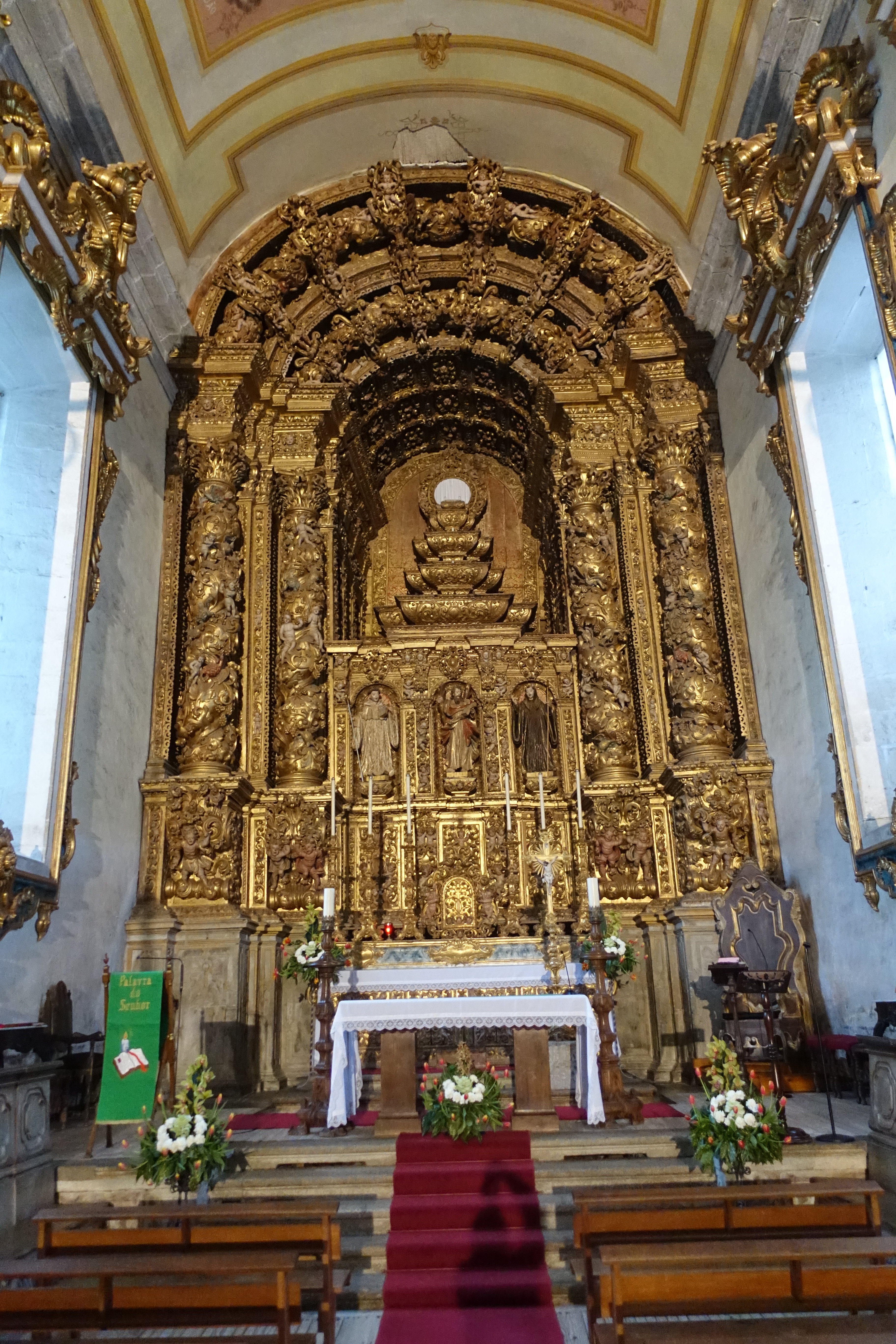
Interior de l'església
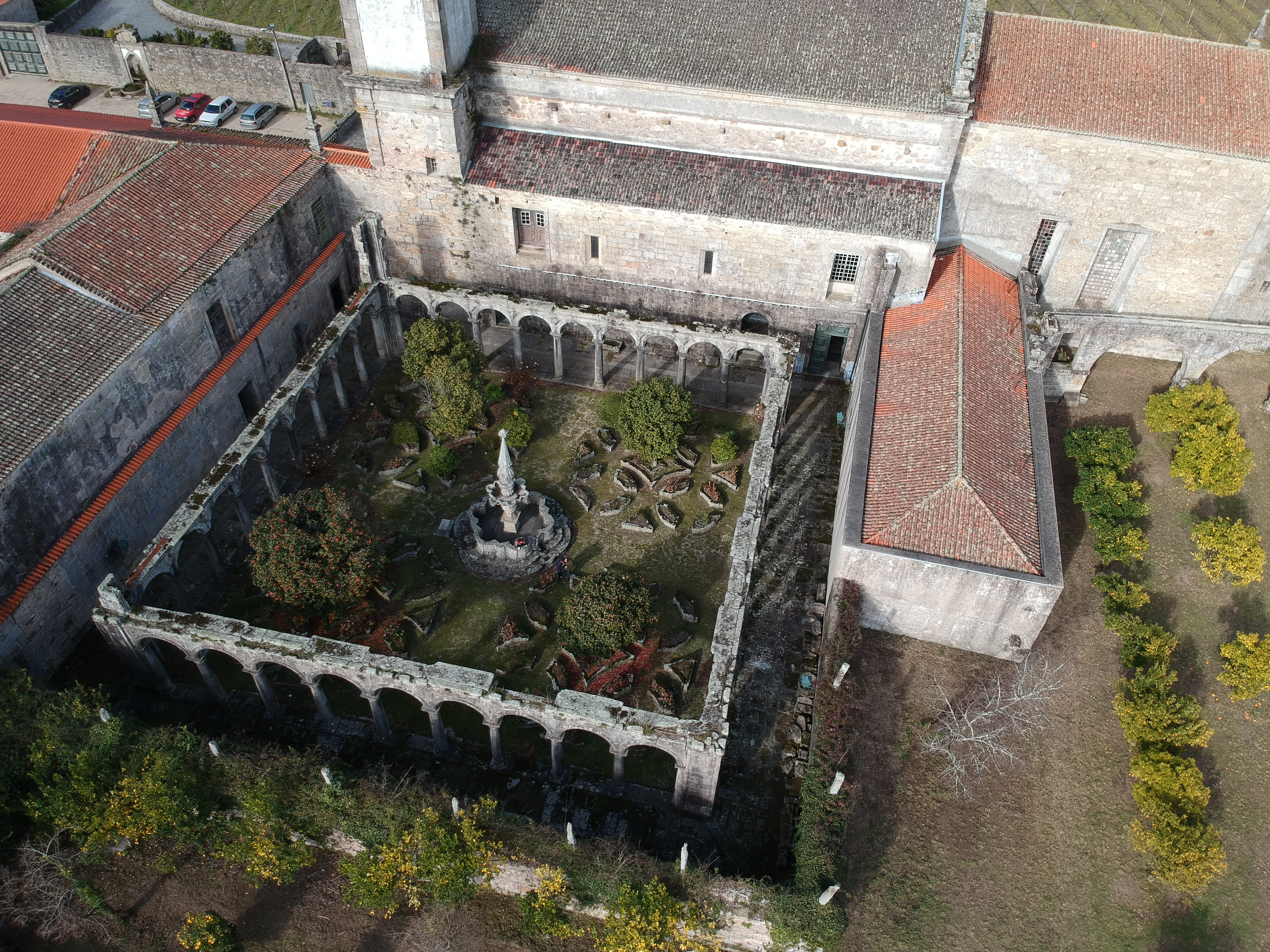
Claustre
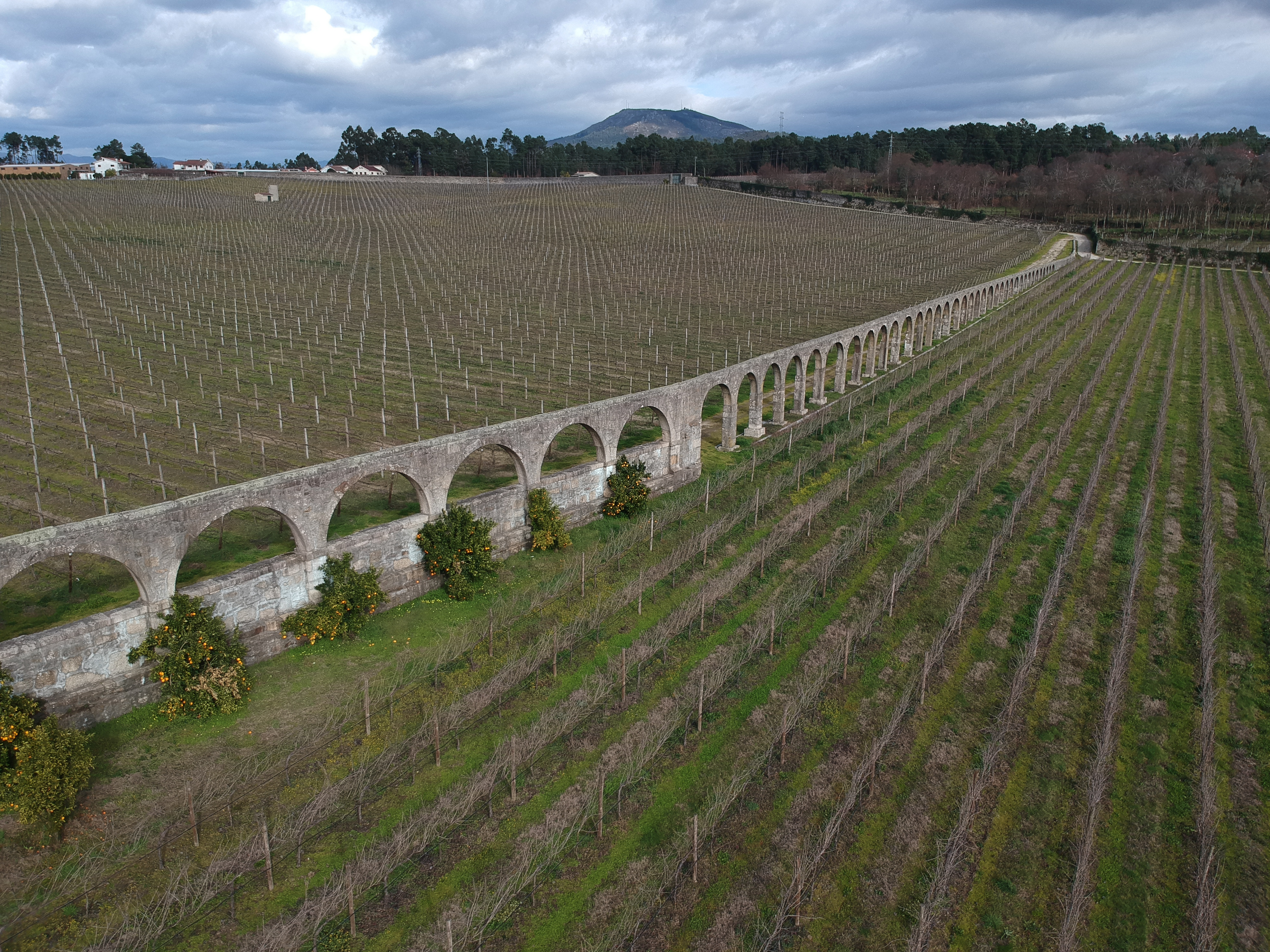
Aqüeducte